# 北海道手稲養護学校
北海道手稲養護学校（ほっかいどうていねようごがっこう）は、北海道札幌市手稲区稲穂にある北海道立の養護学校。

## 概要
札幌市手稲区稲穂にある、肢体が不自由な幼児・児童・生徒が学ぶ北海道立の養護学校。生徒は併設された北海道立子ども総合医療・療育センターから渡り廊下を通じて登下校する。本校の生徒は北海道立子ども総合医療・療育センターの病棟に入院、または生活している者に限られている。
2020年8月、北海道八雲養護学校が札幌市西区山の手に移転し、北海道手稲養護学校三角山分校となった。

## 沿革
- 1953年（昭和28年）6月1日、北海道整肢学院（当時）に、琴似町立琴似小・中学校の分教室として開校。
- 1962年（昭和37年）の北海道立札幌整肢学院開設に続いて、1964年（昭和39年）に北海道札幌琴似養護学校として、札幌市琴似町山の手（現在の西区山の手）に開設。
- 1972年（昭和47年）、現在地に移転。北海道手稲養護学校に改名。
- 1978年（昭和53年）、特殊教育百年記念植樹、記念碑建立。
- 1981年（昭和56年）、幼稚部が認可される。
- 1996年（平成8年）、札幌医科大学付属病院内に訪問学級を開級。
- 1998年（平成11年）、同高等部を開設。
- 2007年（平成17年）3月、新校舎完成[2]。
- 2020年（令和2年）8月、北海道八雲養護学校が札幌市西区山の手に移転し、北海道手稲養護学校三角山分校となる[1]。

## 本校
所在地は北海道札幌市手稲区稲穂3条7丁目6-1。

### 指導科
- 幼・小・中・高等部の幼児・児童・生徒数70名（内、訪問教育学級9名）
- 幼稚部
- 小学部
- 中学部
- 高等部
- 研究部
- 支援部

### 教育目標
障害のある幼児および児童生徒に対して心身の発達段階に応じた教育を行い、障害に基づく種々の困難を乗り越えて、将来、人間性豊かな社会の一員として自立し、社会参加する人間を育てる。
1. たくましく生きぬく子ども
2. 明るく協力する子ども
3. 自ら考え進んで学習する子ども

### 周辺
- 北海道立子ども総合医療・療育センター
  - 併設されていた北海道立札幌肢体不自由児総合療育センターと小樽市銭函の北海道立小児総合保健センターが統合
- ドナルド・マクドナルド・ハウスさっぽろ
- 北海道札幌稲穂高等支援学校
- みよしの手稲稲穂店
- つぼ八稲穂店
- 国道5号
- ジェイ・アール北海道バス「手稲鉱山通」停留所

## 三角山分校
所在地は札幌市西区山の手5条8丁目1-38。
国立病院機構北海道医療センターに隣接。八雲町にあった国立病院機構八雲病院に併設されていた「北海道八雲養護学校」が、病院機能の札幌市移転により、2020年7月27日の1学期終業式をもって閉鎖となり、8月に「北海道手稲養護学校三角山分校」として札幌市西区山の手北海道医療センター西館『学校棟』に移転した。
『学校棟』は市立札幌山の手支援学校と校舎を共有しており、玄関・エレベーター・特別教室は共同使用となっている。
北海道医療センター西館に入院加療する児童生徒の他、札幌市内に入院している小～中学生向けの病院訪問教育も行っており、道立学校としては唯一の病弱支援学校である。
ICT機器やアバターロボットを活用した学習活動にも力を入れていることが特徴となっている。
　主な活動　・遠隔就労プログラム（OriHime）
　　　　　　・遠隔校外学習（Double３・Kubi）
　　　　　　・メタバース（作品展示・交流活動）